# Championnat de Tunisie de football de troisième division
 (mars 2023).
Si vous disposez d'ouvrages ou d'articles de référence ou si vous connaissez des sites web de qualité traitant du thème abordé ici, merci de compléter l'article en donnant les références utiles à sa vérifiabilité et en les liant à la section « Notes et références ».
 (mars 2023).
Le championnat de Tunisie de football de troisième division (Ligue III) regroupe 28 équipes de football tunisiennes. Ce nombre est porté à 32 au cours de la saison 2011-2012, après l'annulation des rétrogradations, et passe à 42 clubs répartis en trois poules à partir de 2012-2013 puis à 48 clubs, répartis en quatre poules en 2016-2017.
Lors de la saison 2016-2017, et de manière transitoire, quatre poules sont constituées en vue de préparer la nouvelle répartition en deux poules de seize clubs pour le premier niveau de la Ligue III et quatre poules de douze clubs pour son second niveau.

## Promotion et relégation
Le premier de chaque poule est automatiquement promu en Ligue II ; les deux derniers sont relégués en Ligue IV (amateur).
En 2011, à la suite des difficultés rencontrées par les clubs à la suite de la révolution de 2011 qui a touché le pays, la fédération décide d'annuler les relégations. À partir de 2012-2013, trois poules sont constituées avec la promotion du premier de chaque poule en Ligue II et la chute de quatre clubs de chaque poule en quatrième division (division régionale). Ce nombre élevé est justifié par le nombre de poules régionales (douze).

## Palmarès
La grande majorité du palmarès ci-dessous est sourcée avec la Rec.Sport.Soccer Statistics Foundation :
Poule unique
- 2001 : Avenir sportif de Kasserine
- 2004 : El Makarem de Mahdia

Poule Nord
- 2005 : Association Mégrine Sport
- 2006 : Olympique du Kef
- 2007 : Stade africain de Menzel Bourguiba
- 2008 : STIR sportive de Zarzouna
- 2009 : El Ahly Mateur
- 2010 : Club olympique des transports
- 2011 : Stade nabeulien
- 2012 : Sporting Club de Ben Arous
- 2013 : Association sportive de l'Ariana
- 2014 : Avenir sportif d'Oued Ellil
- 2015 : STIR sportive de Zarzouna
- 2016 : Stade africain de Menzel Bourguiba
- 2017 : STIR sportive de Zarzouna

Poule Sud
- 2005 : Stade sportif sfaxien
- 2006 : Espoir sportif de Jerba Midoun
- 2007 : Croissant sportif de M'saken
- 2008 : Union sportive de Ben Guerdane
- 2009 : La Palme de Tozeur Avenir
- 2010 : Sporting Club de Moknine
- 2011 : Club sportif hilalien
- 2012 : Étoile sportive de Métlaoui
- 2013 : Stade sportif sfaxien
- 2014 : El Makarem de Mahdia
- 2015 : Union sportive de Tataouine
- 2016 : Club olympique de Médenine
- 2017 : Océano Club de Kerkennah
- 2023 : Océano Club de Kerkennah

Poule Centre
- 2013 : Football Club Hammamet
- 2014 : Union sportive de Sbeïtla
- 2015 : Union sportive de Siliana
- 2016 : Stade nabeulien
- 2017 : Croissant sportif chebbien

Poule Ouest et Cap Bon
- 2017 : Avenir sportif de Soliman

## Clubs de l'édition 2017-2018

### Niveau 1 (poule 1)
- Avenir sportif de Mohamedia
- Avenir sportif d'Oued Ellil
- Club olympique des transports
- Dahmani Athlétique Club
- Étoile sportive de Béni Khalled
- Étoile sportive de Radès
- Étoile sportive du Fahs
- Football Club Hammamet
- Grombalia Sports
- Jeunesse sportive d'El Omrane
- Mouldiet Manouba
- Olympique du Kef
- Stade nabeulien
- Union sportive de Bousalem
- Union sportive de Siliana
- Vague sportive de Menzel Abderrahmane

### Niveau 1 (poule 2)
- Avenir sportif de Rejiche
- Avenir sportif de Sbikha
- Club sportif de Bembla
- Club sportif hilalien
- Club sportif de Jebeniana
- Club sportif de Makthar
- Croissant sportif de M'saken
- Croissant sportif de Redeyef
- Espoir sportif de Haffouz
- Espoir sportif de Jerba
- Football M'dilla Club
- Kalâa Sport
- La Palme sportive de Tozeur
- Sporting Club de Moknine
- Progrès sportif de Sakiet Eddaïer
- Union sportive de Métouia